# Albert Hale
Albert A. Hale (Ganado, 13 de marzo de 1950 - Mesa, 2 de febrero de 2021) fue un abogado y político estadounidense. Siendo miembro del Partido Demócrata, se desempeñó en el Senado de Arizona de 2004 a 2011 y en la Cámara de Representantes de Arizona de 2011 a 2017.
Miembro de la Nación Navajo, Hale fue elegido presidente de la tribu en 1994. Sirvió hasta 1998, cuando renunció para evitar ser procesado por 50 delitos graves y delitos menores relacionados con el robo y el soborno. Fue ampliamente reconocido como un firme defensor de los derechos tribales y una figura clave en la defensa de la soberanía tribal.

## Primeros años
Albert A. Hale nació el 13 de marzo de 1950 en Ganado, Arizona. Sus padres eran Willie, que trabajaba en el depósito del ejército de Estados Unidos en Fort Wingate, e Irene, que pastoreaba ovejas. Fue criado en Klagetoh, y era del clan Áshįįhí. Los abuelos maternos de Hale eran Hónágháahnii y sus abuelos paternos eran Kinya’áanii. Su familia vivía en el depósito cuando nació. Su padre Willie fue asesinado a golpes en una cárcel de Gallup, Nuevo México por un oficial de policía cuando Albert tenía dos años. El oficial no tuvo repercusiones. Según April, la hija de Hale, el asesinato de su padre es el evento que lo inspiró a ingresar a la política.
Asistió a la escuela secundaria Wingate y con frecuencia contaba la historia de la miembro del Consejo de la Nación Navajo, Annie Dodge Wauneka, que lo avergonzaba para que fuera a la escuela después de que lo sorprendieran ausentandose.
Hale obtuvo una licenciatura en Ciencias de la Universidad Estatal de Arizona y un Juris Doctor de la Facultad de Derecho de la Universidad de Nuevo México.

## Carrera

### Trabajo legal
Hale comenzó su carrera legal en la práctica privada. Se desempeñó como juez pro tempore en Pueblo de Laguna, y luego se desempeñó como asistente del fiscal general y como abogado especial del Consejo de la Nación Navajo. Se desempeñó como presidente tanto del Colegio de Abogados de la Nación Navajo como del Colegio de Abogados del Estado de Nuevo México.

### Política
Hale fue elegido segundo presidente de la nación navajo a fines de 1994, en una campaña de empoderamiento local. Su intención era trasladar más poderes a los 110 capítulos locales del gobierno de la Nación. Un líder con reputación nacional, Hale se había hecho conocido por su promoción de la soberanía tribal. Ron Allen, presidente del Congreso Nacional de Indígenas Estadounidenses, dijo que trabajó para "explicarle al Congreso, al presidente y al resto del mundo que somos gobiernos indígenas, no solo tribus". El New York Times lo describió como "uno de los defensores más enérgicos de los derechos de las tribus como naciones dentro de una nación". En febrero de 1998, el presidente de la Cámara de Representantes de Estados Unidos, Newt Gingrich, dijo a un grupo de líderes indios, incluido Hale, que estaba confundido por la soberanía tribal, a lo que, según los informes, Hale respondió: "Cuando llegue a Washington, no me envíen a la Oficina de Asuntos Indígenas. Tienes una cena de estado para mí".
En 1997, The Navajo Times publicó artículos que informaban sobre "presunto uso indebido de una tarjeta de crédito tribal" y elementos de su vida personal. El fiscal general de Navajo nombró a un fiscal especial, que investigó durante cinco meses los gastos de Hale en 1995 y 1996. Fue acusado en 1997 por aceptar comisiones ilícitas y sobornos, y por uso indebido de la propiedad del gobierno. The High Country Times también informó que tuvo una aventura extramatrimonial. Se le permitió renunciar a su cargo el 19 de febrero de 1998 para evitar un proceso penal por 50 cargos. 
Hale volvió a entrar en la política electoral en enero de 2004 cuando la gobernadora Janet Napolitano lo nombró para ocupar el escaño en el Senado de Arizona del segundo distrito que dejó vacante Jack Jackson Sr.
En 2011, después de haber sido restringido de nuevo para postularse en el Senado por límites de mandato, fue elegido miembro de la Cámara de Representantes de Arizona. Allí, abogó por que las naciones tribales recibieran más ingresos fiscales del impuesto sobre el privilegio de transacciones y por una compensación por la extracción de uranio en tierras navajo. Hale también se desempeñó como presidente de la Comisión de Derechos de Agua de la Nación Navajo, donde jugó un papel importante en la negociación de una avenencia con el gobierno de Nuevo México sobre la Cuenca de San Juan, que resultó en más agua para muchas comunidades navajo.

## Vida personal
Hale se casó tres veces, y las dos primeras terminaron en divorcio. Hale era conocido por muchos en la comunidad Navajo como "Abhihay". Según Jack Jackson Jr., Hale inspiraba respeto y era conocido por usar un sombrero de guerrero navajo conocido como atsá cha'h en eventos importantes.
El 22 de noviembre de 2014, Hale fue arrestado bajo sospecha de conducir bajo la influencia del Departamento de Seguridad Pública de Arizona. Fue ingresado en la cárcel del condado de Navajo en Holbrook, Arizona y liberado el mismo día.

### Fallecimiento
Hale fue hospitalizado en Mesa, Arizona luego de dar positivo por COVID-19 a principios de enero de 2021. Falleció el 2 de febrero de 2021, a los 70 años de edad por complicaciones relacionadas con el virus. Le sobreviven nueve hijos y su esposa, Paula. Después de su muerte, el presidente del consejo de la nación navajo, Seth Damon, reconoció a Hale en nombre del consejo y dijo que "es recordado por su servicio y dedicación al pueblo navajo, que continuó más allá de las fronteras de la nación cuando fue llamado para representar a nuestro distrito en la Legislatura de Arizona. Reconocemos sus contribuciones positivas al desarrollo de numerosas iniciativas que han promovido las causas del pueblo navajo tanto en el país como en el extranjero". El presidente de la Nación Navajo, Jonathan Nez, y el gobernador de Arizona, Doug Ducey, ordenaron que ondearan banderas a media asta en su honor.